# Stefan Gendera
Stefan Gendera (22 agosto 1912 – 17 ottobre 2001) è stato un cestista polacco.

## Carriera
Ha disputato i Campionati europei del 1937 con la Polonia.